# Détroit de Gozo
Le détroit de Gozo (en maltais Il-Fiegu ta' Għawdex et North Comino Channel en anglais) est le bras de mer qui sépare les îles de Gozo et de Comino. Dans sa largeur la plus étroite, il fait 850 mètres de large entre le ras tal-Barbaġanni de Gozo et la ponta San Niklaw de Comino.